# 36가선
36가선(三十六歌仙)은 일본 헤이안 시대의 대표적 시인 36명으로 후지와라노 긴토(일본어: 藤原公任)가 선정한 인물들이다.

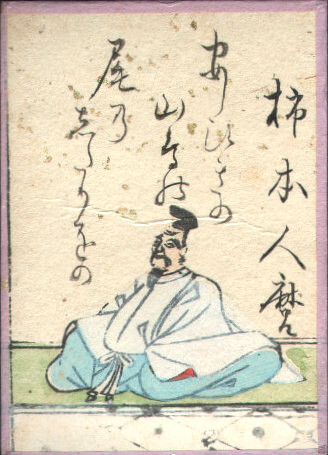
가키노모토노 히토마로
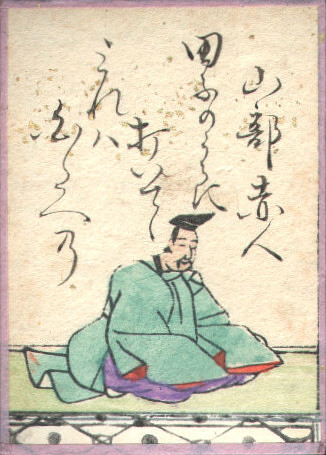
야마베노 아카히토
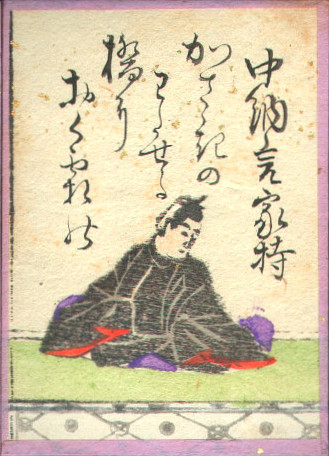
오토모노 야카모치
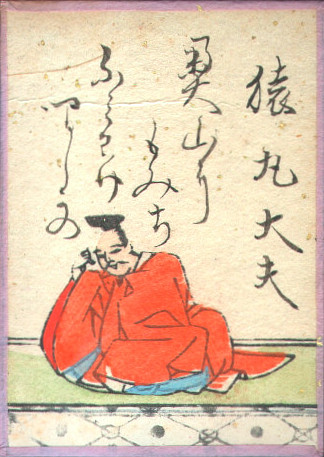
사루마루노 다이후
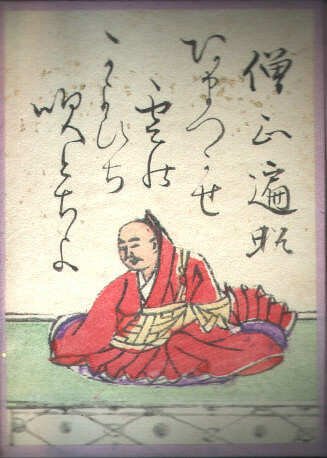
승정 헨조
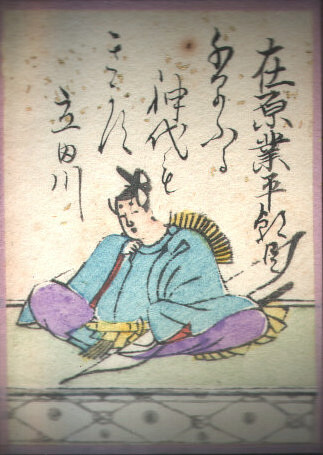
아리와라노 나리히라
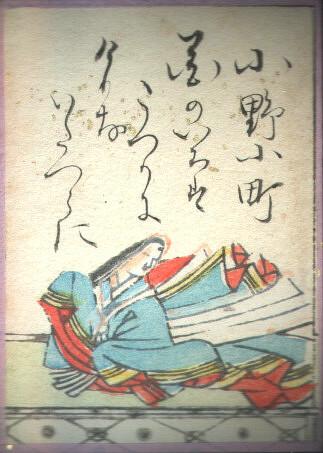
오노노 고마치
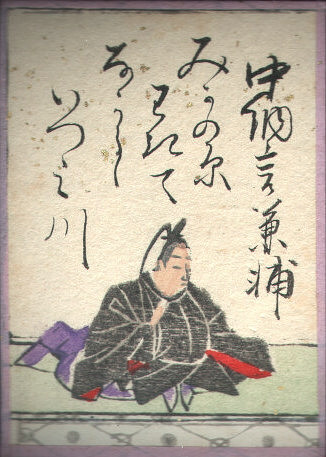
후지와라노 가네스케
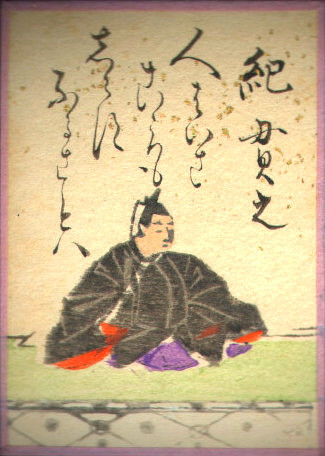
기노 쓰라유키
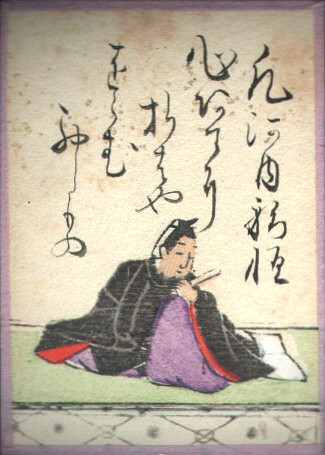
오시코치노 미쓰네
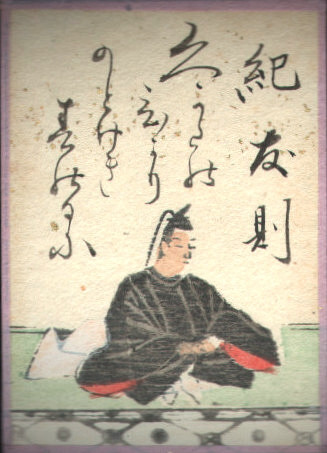
기노 도모노리
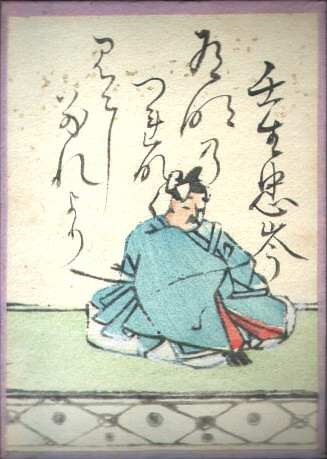
미부노 다다미네
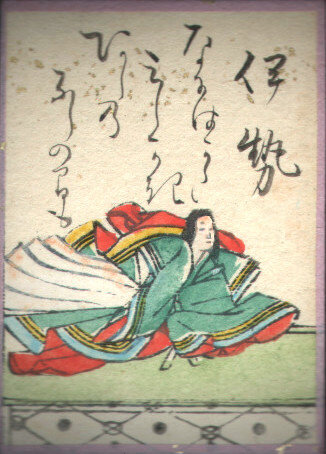
이세
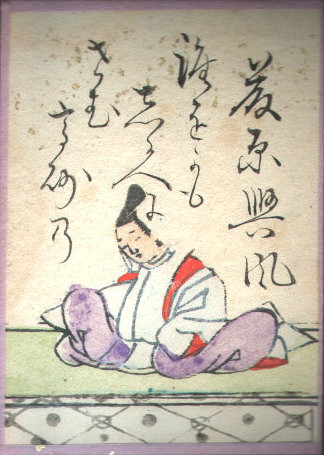
후지와라노 오키카제
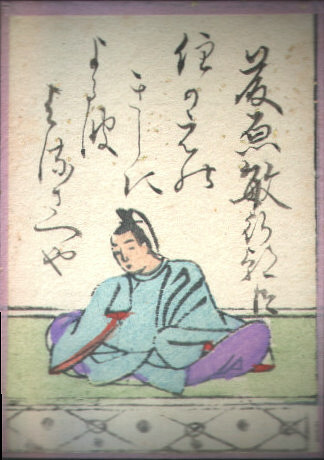
후지와라노 도시유키
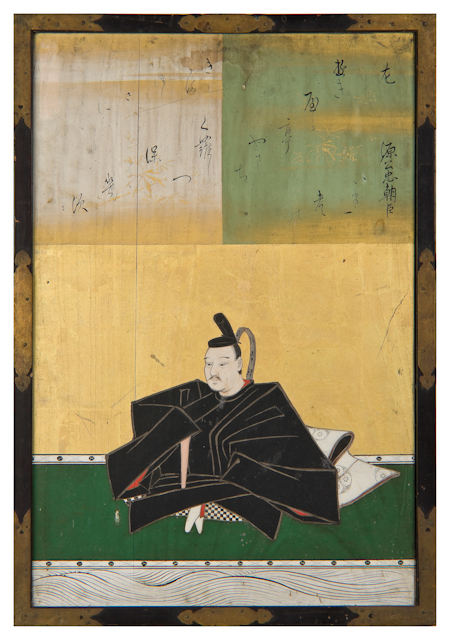
미나모토노 긴타다
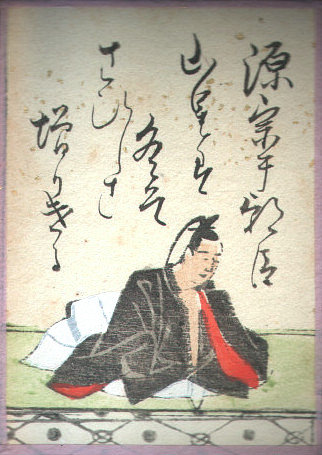
미나모토노 무네유키
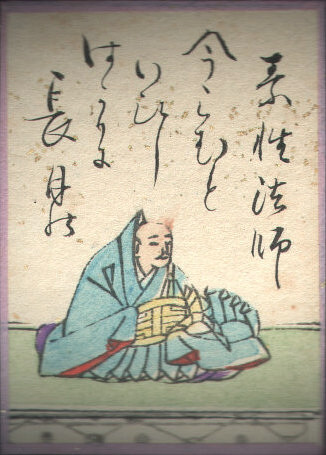
소세이 법사
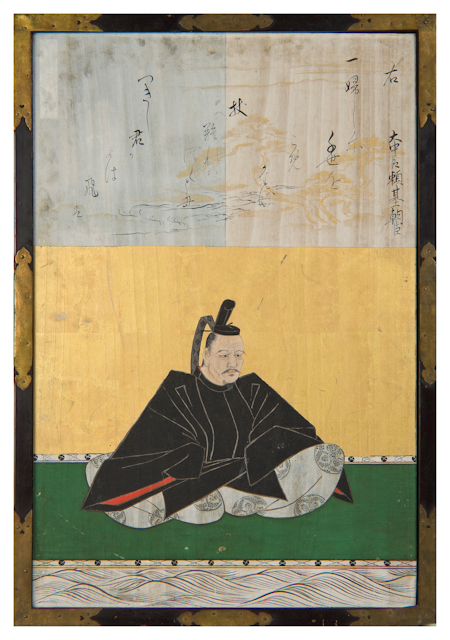
오나카토미노 요리모토
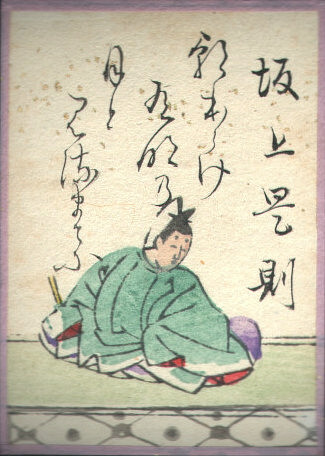
사카노우에노 고레노리
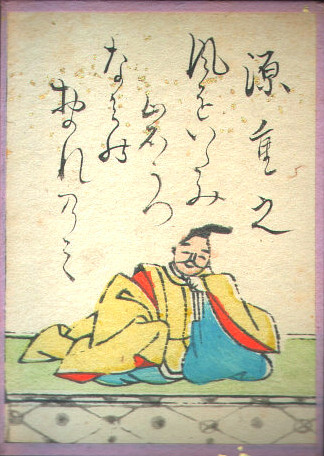
미나모토노 시게유키
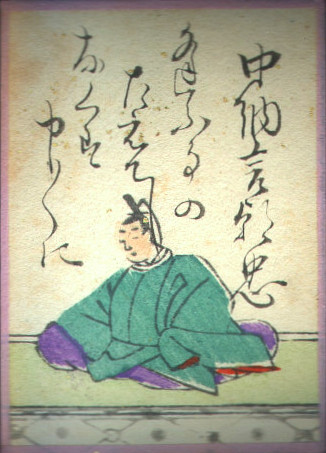
후지와라노 아사타다
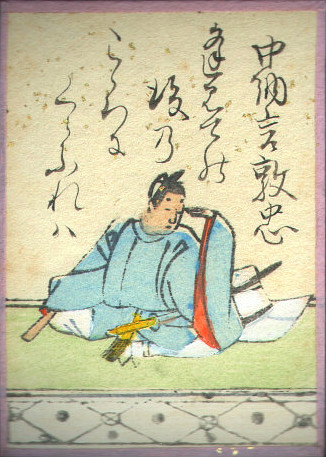
후지와라노 아쓰타다
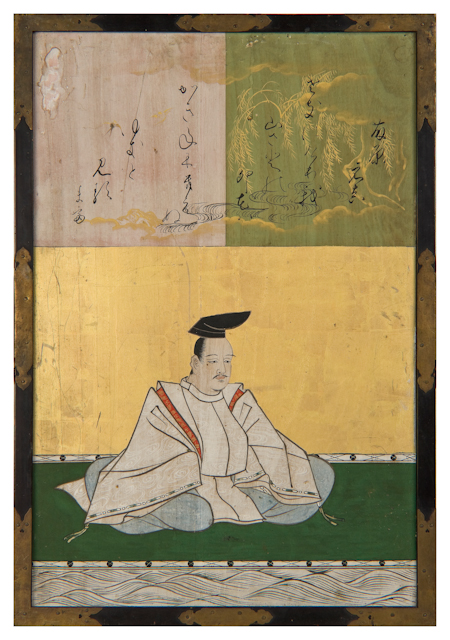
후지와라노 모토자네
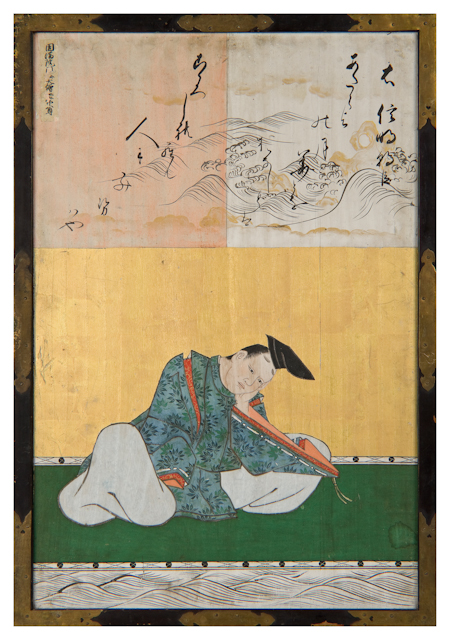
미나모토노 사네아키라
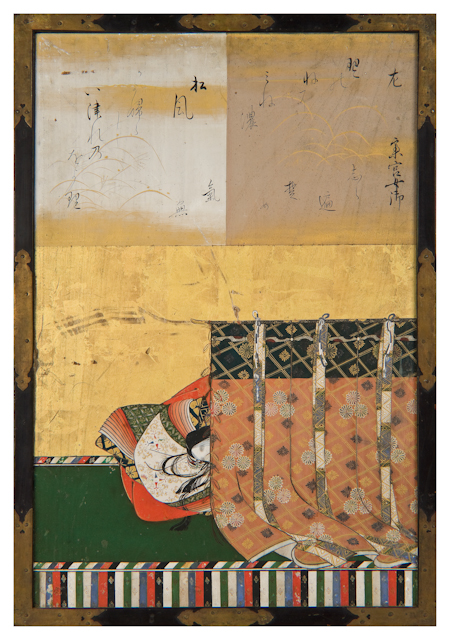
기시 여왕
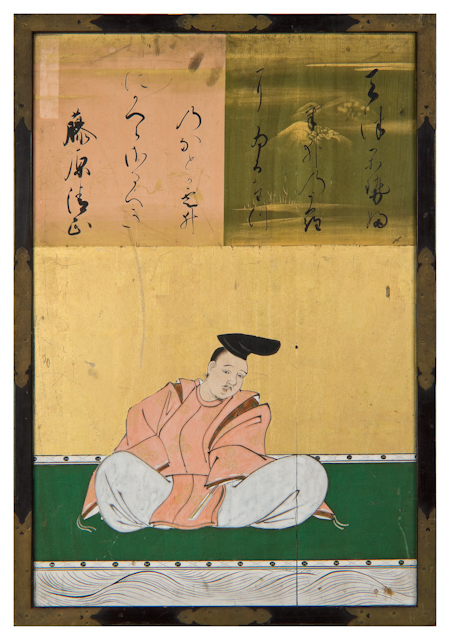
후지와라노 기요타다
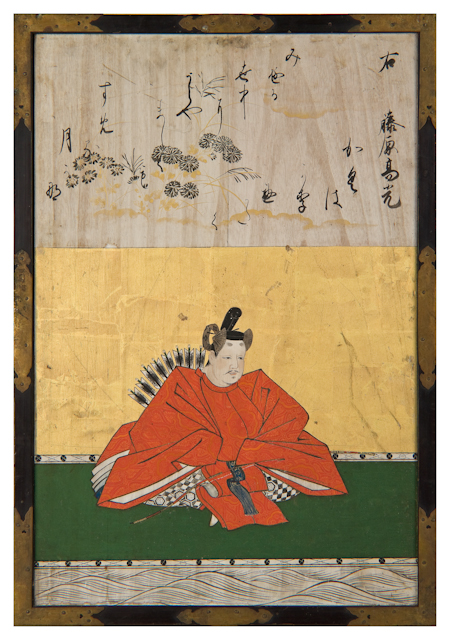
후지와라노 다카미쓰
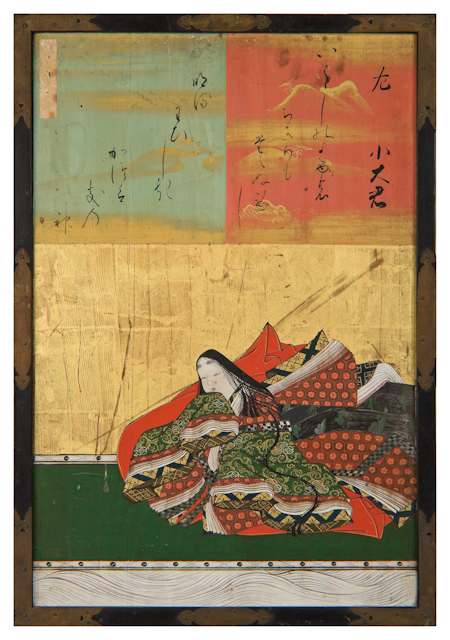
고오키미
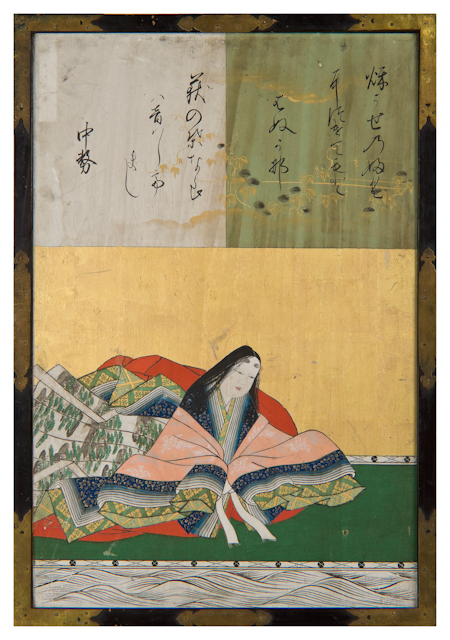
나카 쓰카사
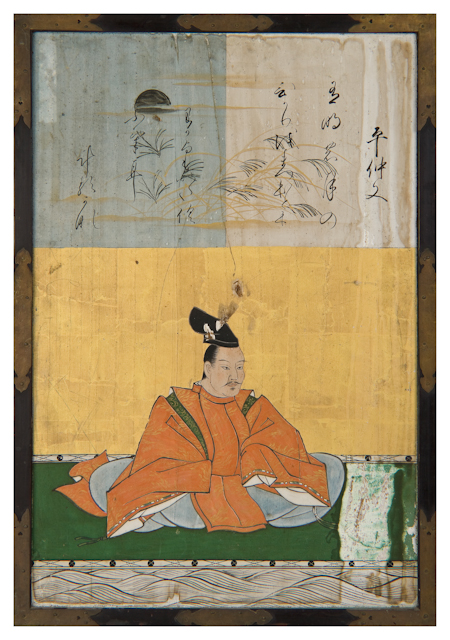
후지와라노 나카후미
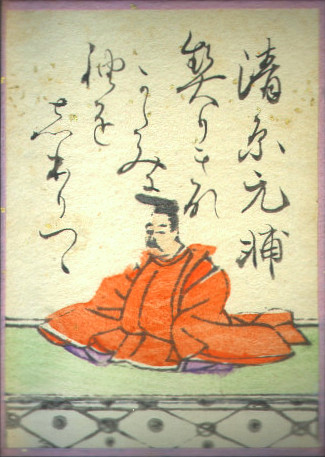
기요하라노 모토스케
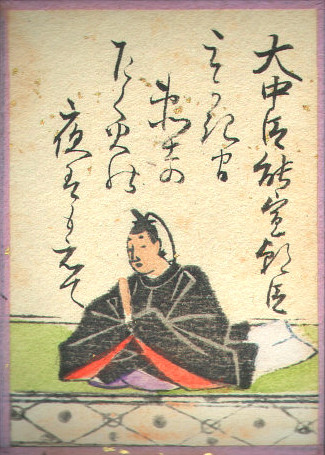
오나카토미노 요시노부
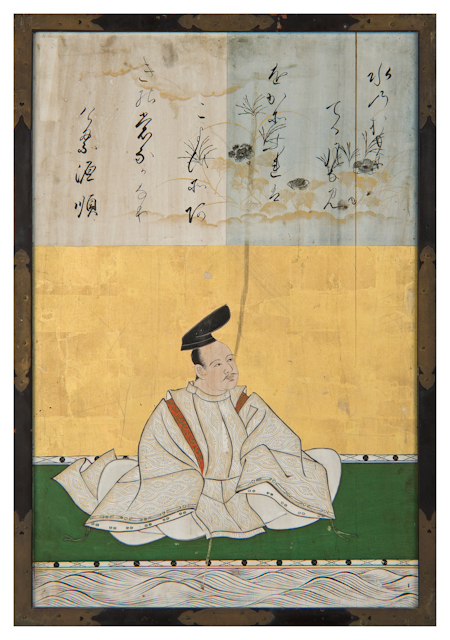
미나모토노 시타고
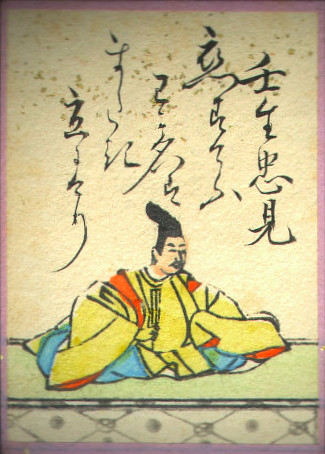
미부노 다다미
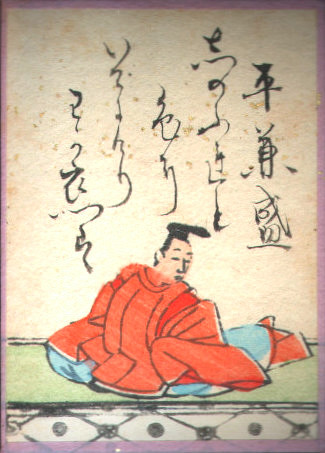
다이라노 가네모리

## 같이 보기
- 6가선